# مجلس الشيوخ الماليزي
مجلس الشيوخ الماليزي "مجلس الدولة" هو المجلس الأعلى لبرلمان ماليزيا، ويتألف من 70 عضوًا، 26 منهم يتم إنتخابهم من قبل المجالس التشريعية للولايات، مع وجود عضوين في مجلس الشيوخ لكل ولاية، بينما يتم تعيين 44 عضواً من قبل يانغ دي بيرتوان أغونغ (الملك)، بما في ذلك أربعة يتم تعيينهم لتمثيل الأراضي الفيدرالية.
يقوم المجلس بمراجعة التشريعات التي يقرها مجلس النواب، ويتم إقرار مشاريع القوانين من قبل مجلس النواب ومجلس الشيوخ، قبل إرسالها إلى أغونغ للموافقة الملكية ومع ذلك، إذا رفض مجلس الشيوخ أي مشروع قانون، فلا يمكنه تأخير المشروع إلا لمدة أقصاها عام قبل إرساله إلى الملك، وهو قيد مماثل لتلك المفروضة على مجلس اللوردات في المملكة المتحدة. يجتمع مجلس الشيوخ في مجلسي البرلمان الماليزي في كوالالمبور.
بعتبر مجلس الشيوخ بمثابة مراقب على مجلس النواب، ويمثل مصالح الولايات المختلفة، بناءً على الدور الذي تلعبه نظيرته في الولايات المتحدة. ولكن بعد تعديل الدستور الأصلي، الذي ينص على تعيين أغلبية أعضاء مجلس الشيوخ من قبل الحاكم، وليس من قبل الأحزاب أصبح دوره أشبه بدور مجلس اللوردات البريطاني.

## العضوية
يجب أن يكون أعضاء مجلس الشيوخ المعينون على المستوى الفيدرالي "قدموا خدمة عامة متميزة أو حققوا تميزًا في المهن أو التجارة أو الصناعة أو الزراعة أو الأنشطة الثقافية أو الخدمة الاجتماعية أو أن يكونوا ممثلين للأقليات العرقية أو قادرين على تمثيل مصالح السكان الأصليين (أورانج أسلي)".
- يجب أن يكون المرشح للمجلس مواطنًا ماليزيًا يبلغ من العمر 30 عامًا على الأقل.
- أن يقيم في الاتحاد ولا يدين بالولاء لأي دولة أجنبية.
- أن لا يكون قد تلقى حكمًا بالسجن لمدة عام أو أكثر، ولا تم تغريمه 2000 رينجيت ماليزي أو أكثر.
- أصحاب المناصب بدوام كامل في الخدمة العامة غير مؤهلين.
- لا يوجد شرط للانتماء إلى حزب سياسي، ويُسمح للبرلمان بزيادة عدد أعضاء مجلس الشيوخ إلى ثلاثة لكل ولاية، أو تقليل عدد أعضاء مجلس الشيوخ المعينين، أو إلغاء منصب عضو مجلس الشيوخ المعين تمامًا. وتحدد عملية التعيين المادة 45 من الدستور.[3] ينص الدستور على إنتخاب مباشر لأعضاء مجلس الشيوخ الستة والعشرين من الولايات، لكن هذا البند لا يدخل حيز التنفيذ إلا بعد أن يصدر البرلمان قراراً بإدخاله حيز التنفيذ اعتباراً من عام 2010، يظل أعضاء مجلس الشيوخ منتخبين بشكل غير مباشر.

يمكن تعيين أعضاء مجلس الشيوخ في مناصب وزارية في مجلس الوزراء من قبل حاكم يانغ دي بيرتوان بناءً على نصيحة رئيس الوزراء. ومع ذلك، فإن مجلس الشيوخ لا يعين رئيس الوزراء أبدًا، ويجب أن يكون رئيس الوزراء عضوًا في مجلس النواب.
لا يتأثرمجلس الشيوخ بإنتخابات مجلس النواب، ويستمر أعضاء مجلس الشيوخ في شغل مناصبهم على الرغم من حل مجلس النواب لإجراء انتخابات.
مجلس النواب ينتخب رئيسًا ليترأس جلساته، ويضمن مراعاة قواعد المجلس، ويفسر النظام الأساسي للمجلس في حالة التنازع عليها. وفي حالة غياب الرئيس يكون نائب الرئيس مقامه.

## الصلاحيات والإجراءات
يجوز لمجلس النواب طرح التشريعات والتعديل عليها، باستثناء المسائل المالية والضريبية. أي تشريع مقترح يجب أن يتم إقراره أولاً من قبل النواب، ثم يعرض على الشيوخ في ثلاث قراءات، في البداية يعرض المقترح، وفي المرحلة الثانية تتم مناقشة مشروع القانون، وفي الثالثة يتم التصويت على إقرار مشروع القانون. لا يجوز لديوان نيجارا رفض مشاريع القوانين رسميًا ولا يُسمح إلا بتأخير مرورها لمدة شهر واحد، أو حتى عام في ظروف معينة. وبعد إقرار مشروع القانون أو انتهاء المدة المطلوبة، يعرض المشروع على الملك للموافقة الملكية عليه. إذا اعترض الملك أو مرت 30 يومًا دون موافقة ملكية، يُعاد مشروع القانون إلى البرلمان مع قائمة التعديلات المقترحة، ويجب بعد ذلك إعادة الموافقة على مشروع القانون من قبل مجلسي البرلمان. وفي حال لم يمنح الملك الموافقة الملكية بعد 30 يومًا من تقديمه إليه مرة أخرى، يصبح مشروع القانون قانونًا تلقائيًا، إلا أنه لا يصبح نافذاً إلا بعد نشره في الجريدة الرسمية.
على الرغم من أن أعضاء البرلمان يتمتعون عادة بالحصانة القانونية عندما يتعلق الأمر بحرية المناقشة، إلا أن قاعدة حظر النشر تحظر مناقشة مواد معينة من الدستور مثل وضع البهاسا الماليزية كلغة وطنية وامتيازات بوميبوترا في المادة 153.

## التكوين الحالي
اعتبارًا من يونيو 2023، أصبح لدى مجلس الشيوخ 63 عضوًا، يتم تعيين معظمهم من قبل حاكم يانغ دي بيرتوان.